# Kuvikfecskefélék
A kuvikfecskefélék (Aegothelidae) a madarak (Aves) osztályában a kuvikfecskealakúak rendjének egyetlen családja. Korábbi rendszerek többnyire a sarlósfecske-alakúak (Apodiformes) rendjébe sorolták, de próbálták rokonítani a lappantyúalakúakkal (Caprimulgiformes) és a bagolyalakúakkal (Strigiformes) is.

## Rendszerezés
A család az alábbi nemet és fajokat foglalja magában:
- Aegotheles (Vigors & Horsfield, 1827) – 11 faj.
  - új-kaledón kuvikfecske (Aegotheles savesi)
  - pápua kuvikfecske (Aegotheles insignis vagy Euaegotheles insignis)
  - síksági kuvikfecske (Aegotheles tatei vagy Euaegotheles tatei)
  - foltos kuvikfecske (Aegotheles wallacii)
  - Aegotheles salvadorii
  - erdei kuvikfecske (Aegotheles archboldi)
  - hegyi kuvikfecske (Aegotheles albertisii)
  - kontyos kuvikfecske (Aegotheles crinifrons vagy Euaegotheles crinifrons)
  - ausztrál kuvikfecske (Aegotheles cristatus)
  - szalagos kuvikfecske (Aegotheles bennettii)
  - Aegotheles affinis

## Megjelenésük
Éjszakai életmódú fajok tartoznak a családba, amelyekre a viszonylag kis testméret, aránylag hosszú farok és hosszú bajuszsertékkel övezett, kis csőr jellemző. Rendszerint légykapószerűen, egy-egy faágról rárepülve vadásznak zsákmányukra, éjszaka repülő rovarokra.